# Estádio de Kaliningrado
Kaliningrado ou Arena Baltika é um estádio russo de futebol, que foi sede da Copa do Mundo FIFA de 2018. Também recebe o FC Baltika Kaliningrado da Liga Nacional de Futebol Russo, em substituição ao Estádio Baltika.
Este é um estádio de dois níveis, equipado com sistemas de segurança ultramodernos e CCTV. O projeto baseia-se no conceito de Allianz Arena, que organizou as partidas da Copa do Mundo de 2006 na Alemanha. O custo do projeto foi planejado em torno de 11000 milhões de rublos. A colocação em funcionamento foi prevista para 2017. O estádio após a Copa do Mundo de 2018 transformou-se para ter 25.000 assentos e parte do telhado foi retraída.
A Arena Baltika está localizada a apenas 45 km da fronteira com a Polônia (voivodia da Vármia-Masúria).

## História

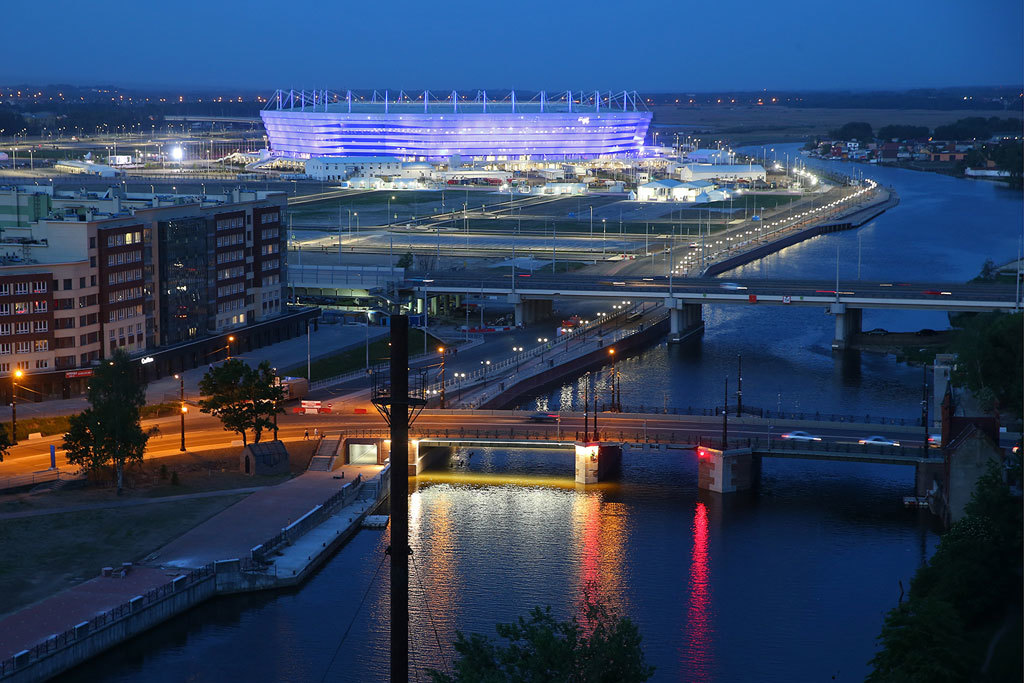
Estádio de Kaliningrado à noite

Em abril de 2012, o governo regional escolheu o projeto de construção do estádio Wilmotte & Associes, SA da firma francesa de arquitetura. O próprio projeto vale US $ 720 milhões. 50% do montante será alocado a partir do orçamento federal e a outra metade do orçamento regional. A construção começou pouco depois. Vale a pena notar que o estádio após a Copa do Mundo de 2018 se tornará um local de 25 mil lugares. Para acomodar este downsizing, parte do telhado será removida.
No final de outubro de 2012, as autoridades regionais anunciaram um concurso aberto para desenvolver o projeto e documentos de trabalho para o estádio da Copa do Mundo. O vencedor foi Mostovik. No início de março de 2013, Mostovik publicou um esboço do estádio, que recebeu o título de trabalho da Baltika Arena.
Em junho de 2014, o Tribunal de Arbitragem da Omsk declarou a falência de "Mostovik" e, em março de 2015, iniciou o término do contrato com a empresa. Em 1 de abril de 2014, um pedido do governo publicado pelo governo declarou a nomeação da ZAO "Crocus International" como o único executor do Ministério dos Esportes da Federação Russa para o trabalho de construção. O contrato do estado foi assinado entre o Governo do Oblast de Kaliningrad e a Crocus International "para desenvolver o projeto e a documentação do trabalho no projeto do estádio".
Em 10 de junho de 2015, foi relatado que o projeto do estádio foi enviado ao exame estadual. Em 20 de julho, o layout do estádio foi apresentado.
Primeiro, as autoridades regionais consideraram a opção com a construção de novas instalações esportivas no centro da cidade, no local do atual Estádio Baltika. Finalmente, em dezembro de 2014, anunciou-se que a ilha Oktyabrsky será a localização do novo estádio, embora seja frequentemente ameaçada de inundações e trabalhar com isso requer investimentos financeiros adicionais.
Em 10 de agosto de 2015, tornou-se conhecido que o estádio será chamado de "Estádio Kaliningrad" ou a versão inglesa do Estádio Kaliningrado.

## Copa do Mundo FIFA de 2018
| Data        | Hora  | 1ª equipe  | Placar | 2ª equipe | Fase    | Público |
| ----------- | ----- | ---------- | ------ | --------- | ------- | ------- |
| 16 de Junho | 21:00 | Croácia    | 2 – 0  | Nigéria   | Grupo D | 31,136  |
| 22 de Junho | 20:00 | Sérvia     | 1 – 2  | Suíça     | Grupo E | 33,167  |
| 25 de Junho | 20:00 | Espanha    | 2 – 2  | Marrocos  | Grupo B | 33,973  |
| 28 de Junho | 20:00 | Inglaterra | 0 – 1  | Bélgica   | Grupo G | 33,973  |